# Бельгійське акціонерне трамвайне товариство
Бельгійське акціонерне трамвайне товариство — забудовник трамвайної мережі в Одесі з 1910 по угоді — з експлуатацією до 1929 року. Створило 32 маршрутні лінії.

## Галерея

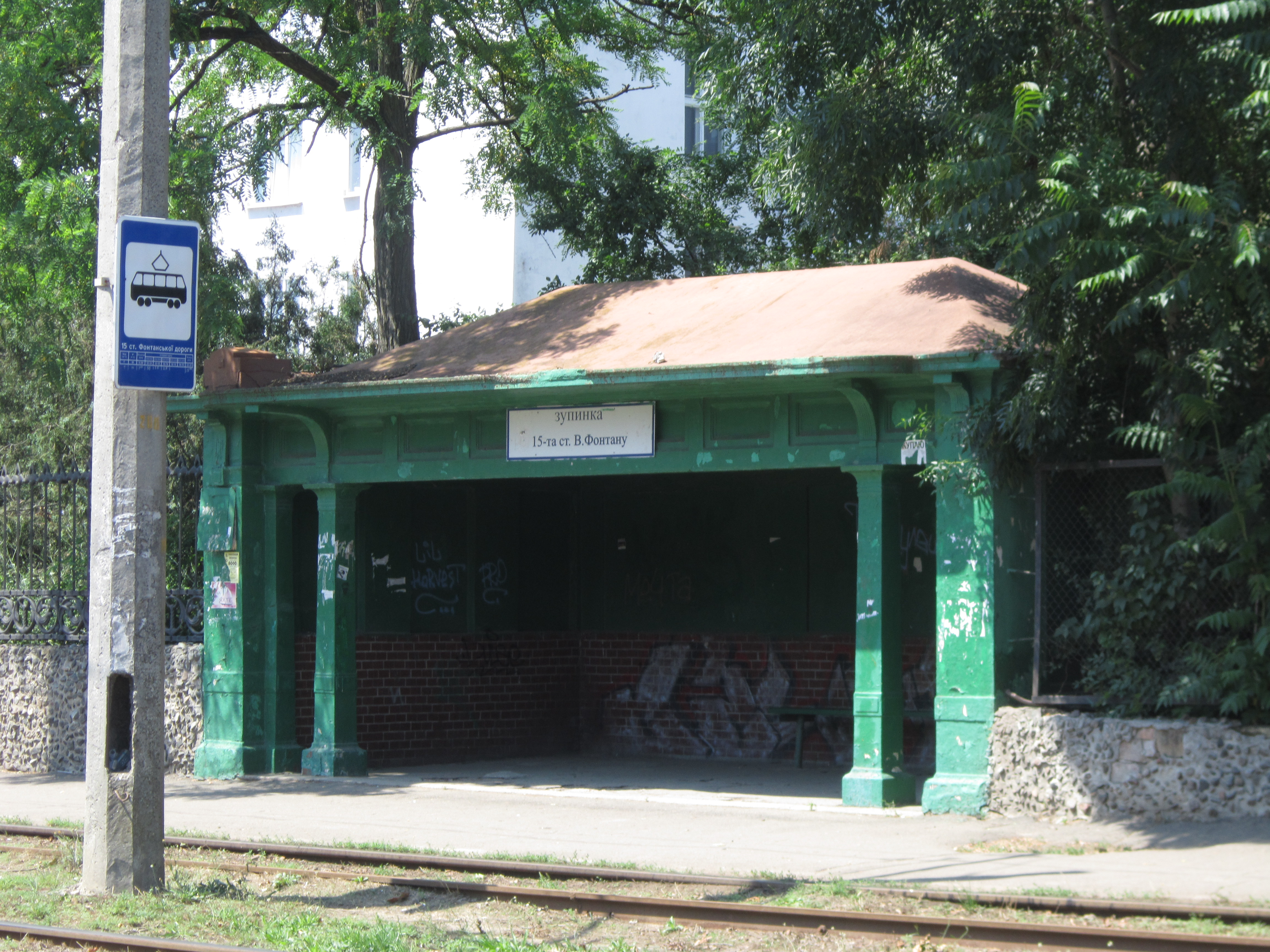
Бельгійський павільйон зупинки трамваю, 15 станція Великого Фонтану
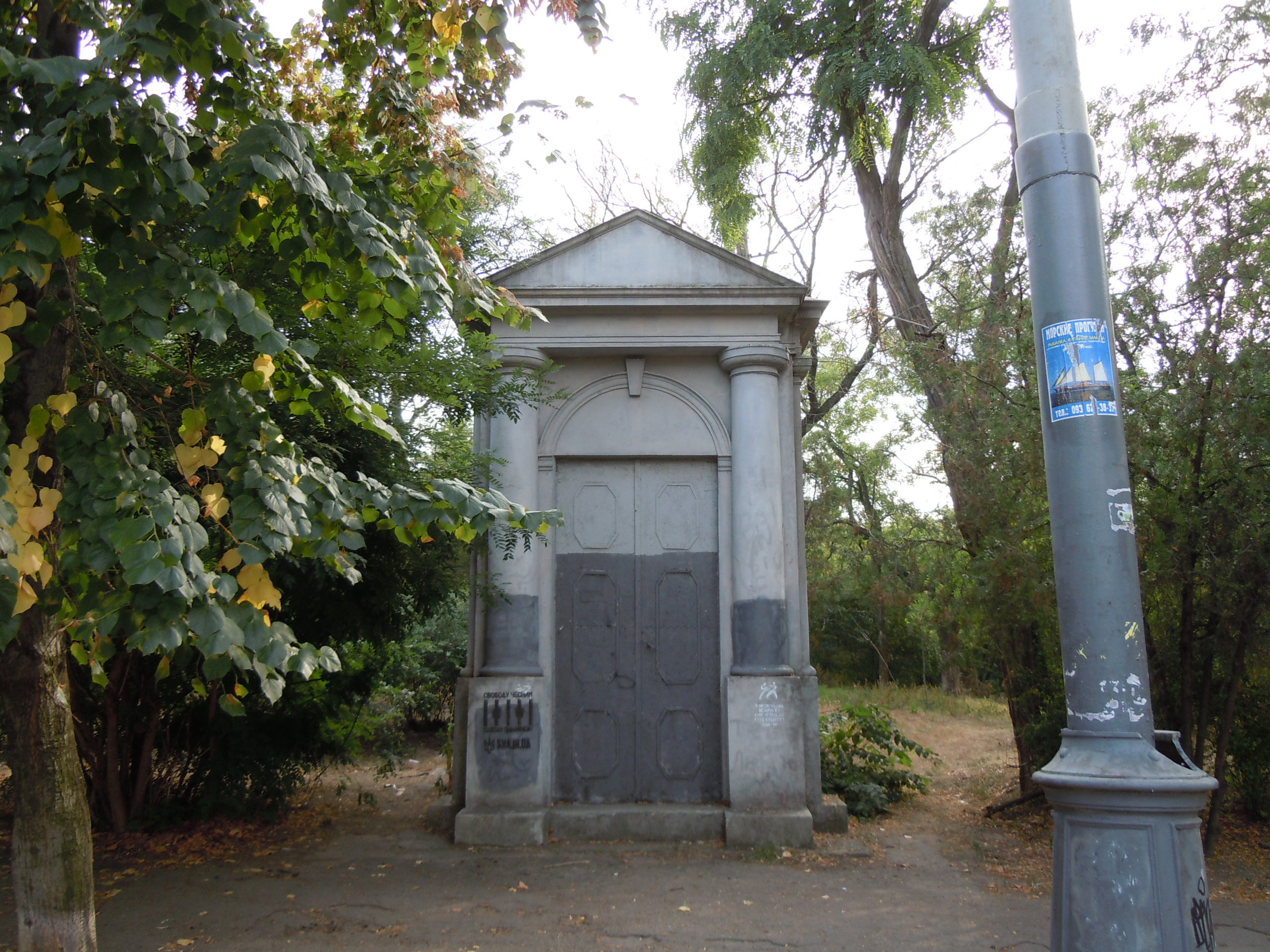
Бельгійська трансформаторна підстанція, Парк Шевченка